# Nigériano-Américains
Les Nigériano-Américains (ou Nigerian Americans en anglais) sont les Américains d'origine nigériane. La diaspora nigériane américaine est la plus éduquée de tous les migrants qui entre aux États Unis et ceci est dû du fait qu'ils immigrent pour de raisons d'emplois et non de demande d'asile.
Selon l'American Community Survey, pour la période 2011-2015, 311 102 personnes se déclarent d'ascendance nigériane. 
Ils sont particulièrement présents dans les États du Maryland, de New York, du Texas, de Géorgie et dans des grandes villes comme Los Angeles ou Detroit.